# Christof Engelhorn
Christof Engelhorn (* 8. Mai 1926 in Heidelberg; † 3. August 2010 in Meggen, Kanton Luzern) war ein deutscher Unternehmer, Kunstsammler und Mäzen aus der Familie Engelhorn.

## Leben
Christof Engelhorn wurde 1926 als zweites Kind der Eheleute Rudolf Conrad Engelhorn (1892–1945) und Lotte geb. Clemm (* 1900) in Heidelberg geboren und hatte in Peter einen älteren Bruder. Sein Urgroßvater Friedrich Engelhorn gründete 1865 in Ludwigshafen am Rhein das Chemie-Unternehmen BASF. Sein Cousin Curt Engelhorn leitete über 30 Jahre lang das Familienunternehmen Boehringer Mannheim, das sich im Besitz der vier Linien der Familie Engelhorn befand – angeführt von drei Cousins und einer Cousine, Curt Engelhorn, Peter Engelhorn (nach dessen Tod Traudl Engelhorn-Vecchiatto), Christof Engelhorn und Christa Gelpke. Das Unternehmen wurde 1997 steuerfrei für 19 Milliarden DM an Hoffmann-La Roche verkauft. Er war mit 22,3 Prozent an der Corange Ltd. beteiligt, der Holdinggesellschaft der Familie auf den Bermudas, die gut 2 Milliarden Dollar einbrachte.
Engelhorn war seit 1948 mit Ursula Hertha Ida Daisy Lisa geborene von Frankenberg und Ludwigsdorf (1923–2016) verheiratet und hatte zwei Kinder, Tochter Vera (* 1955) und den früh verstorbene Sohn Stefan (1951–2002). Er arbeitete als Manager der Pemty Fotowerk GmbH in München (1965). 12 Jahre lang führte er eine Galerie/Kunstzentrum in München-Neuperlach. Über einen Zeitraum von 37 Jahren lebt er mit seiner Familie in München. Er gehörte 1965 zu den Gründern des Münchner Galerie-Vereins (heute PIN), und schon 1967 zu seinen Vorstandsmitgliedern. 1968 gründete er die Engelhorn-Stiftung zur Pflege und Förderung der Kunst. Heute beherbergt das Designmuseum in der Pinakothek der Moderne die Schmucksammlung Christof und Ursula Engelhorn, Kleinodien von Stefan Hemmerle. Seit 1997 bis zu seinem Tod lebte er in Meggen in der Schweiz. Er gehörte zu den 500 reichsten Deutschen. Das Vermögen wurde nach seinem Tod zwischen seiner Frau, seiner Tochter und den beiden Kinder (Julie und Philipp) seines verstorbenen Sohnes aufgeteilt.
Engelhorn war körperlich leicht behindert, herrührend aus einer Verwundung war seine rechte Hand fast gelähmt. Seine Urne ruht in der Familiengruft, dem Friedrich-Engelhorn-Grabmal auf dem Hauptfriedhof in Mannheim.
Für seine Verdienste um den Freistaat Bayern und das bayerische Volk wurde er mit dem bayerischen Verdienstorden ausgezeichnet.

## Kunstsammler und Mäzen
Während seines Lebens hatte er eine umfangreiche Kunstsammlung aufgebaut. Ein großer Teil der Kunstwerke ging nach seinem Tod an die Art Mentor Foundation Lucerne, eine im Jahre 2003 von Engelhorn gegründete Stiftung, die sich der Förderung von Kunst verschrieben hat. Auch das private Wohnhaus in Meggen hatten Christof Engelhorn und seine Ehefrau der Stiftung vermacht. Engelhorn war der größte Einzelspender des Lucerne Festivals und unterstützte das lokale Kunstmuseum in Luzern, das Sinfonieorchester und die Krankenhäuser. Im Jahr 2016 vermachte die Stiftung den Bayerischen Staatsgemäldesammlungen und der Staatlichen Graphischen Sammlung München eine Schenkung von insgesamt 58 hochkarätigen Werken aus der Zeit des 18. bis 20. Jahrhunderts. Zudem unterstützte er das Busch-Reisinger Museum an der Harvard University mit einer Stiftung, der Ort an dem sein Sohn Stefan lange Jahre wirkte.
Aus Unterlagen der Paradise Papers wurde bekannt, dass die Erben von Christof Engelhorn eine zunächst anonyme Spende aus dem Jahr 2007 von 120 Millionen Schweizer Franken für den Bau eines neuen Musiktheaters in Luzern, der Stadt am Vierwaldstätter See, bereits im Jahre 2010 blockierten. Orchestergraben, Balkone und Sitzreihen der sogenannten Salle Modulable sollten beweglich sein und verschiedentlich angeordnet werden können. Im Dezember 2014 einigten sich Gegner und Befürworter gerichtlich darauf, dass der Engelhorn-Trust auf den Bermudas 80 Millionen Schweizer Franken für das Projekt zahlen sollte. Im September 2016 stoppte der Kanton Luzern das Projekt, da er sich an den Kosten für den Projektierungskredit mit mindestens sieben Millionen Franken hätte beteiligen müssen.

## Schriften
- C.-P. Clapeko. Malerei 1969–1979. Ausstellung im Kunstzentrum Nr. 66 München Neuperlach, 1980
- Alle wollen dasselbe Bild, Selbstverlag, Vortrag in der Pinakothek der Moderne, München, Juli 2003